# Essen (Adelsgeschlecht, Arnsberg)

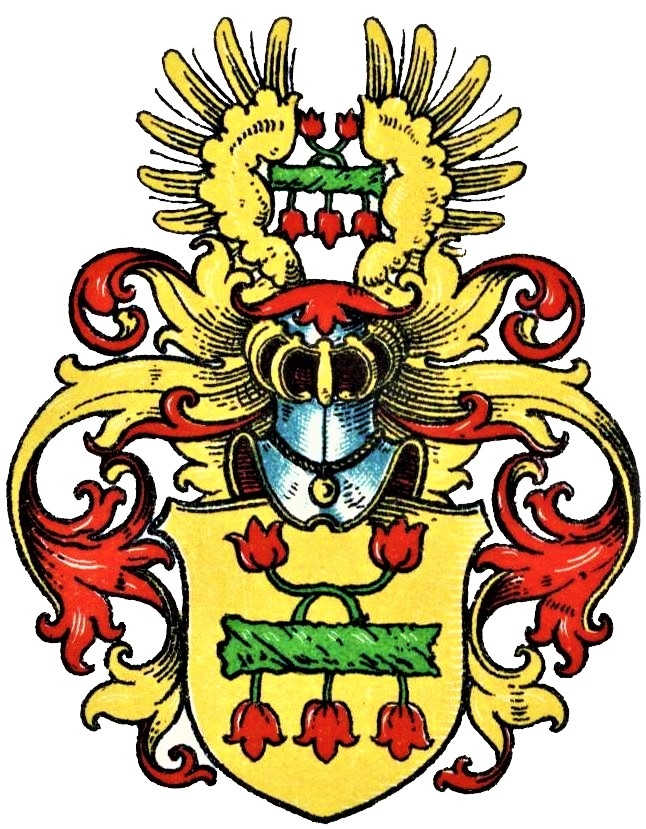
Stammwappen derer von Essen zu Arnsberg im Wappenbuch des Westfälischen Adels

Essen ist der Name eines westfälischen Adelsgeschlechts.
Die hier behandelte Familie ist zu unterscheiden von mehreren anderen wappenverschiedenen, nichtverwandten Adelsgeschlechtern von Essen.

## Geschichte
Das hier behandelte Geschlecht war in Arnsberg ansässig. 1566 verkaufte Heinrich von Essen, seine Ehefrau hieß Anna, den Bocks-Hof zu Bamenohl an Ulrich von Plettenberg. 1601 war Eberhard von Essen Gogrebe zu Attendorn. Henningh von Essen, Sohn des westfälischen Landschreibers und Brüchtenmeisters Caspar von Essen, war Arnsberger Bürgermeister im Jahr 1602. Weinhändler Conradus von Essen stiftete 1607 ein Buch, in das nach einem Brand, bei dem alle Siegel und Briefe der Stadt Arnsberg vernichtet worden waren, die Satzungen erneut eingetragen wurden. Kaspar von Essen, Sohn von Henning von Essen, war Arnsberger Richter und Bürgermeister im Jahr 1635–1637 und 1643–1645. Er war ab 1637 mit der Tochter des Hauptmanns und Kommandanten Wegmann verheiratet. Ein weiterer Kaspar von Essen war Arnsberger Bürgermeister der Jahre 1652 und 1653.

## Persönlichkeiten
- Henneke von Essen (1561–1631), Landpfennigmeister des Herzogtums Westfalen, Bürgermeister von Arnsberg und Opfer der Hexenverfolgung

## Wappen
Blasonierung: In Gold ein querliegender Stamm, oben mit zwei ins Andreaskreuz geschlungenen, unten mit drei herabhängenden Ästen, an denen je eine rote tulpenartige Blume. Auf dem Helm ein offener goldener Flug, dazwischen der beschriebene Ast. Die Helmdecken sind rot-golden.